# Gunda
Gunda là một chi bướm đêm thuộc họ Bombycidae (bướm đêm tơ). Chi này được Francis Walker mô tả vào năm 1862. Nó chủ yếu là một chi phương Đông, được tìm thấy ở Ấn Độ, Trung Quốc và Đông Nam Á.

## Các loài
- Gunda aroa Bethune-Baker, 1904
- Gunda engonata (Swinhoe, 1899)
- Gunda javanica (Moore, 1872)
- Gunda ochracea Walker, 1862
- Gunda proxima Roepke, 1924
- Gunda subnotata (Walker, 1859)
- Gunda thwaitesii (Moore, 1883)